# 马群公交停保场
马群公交停保场是南京市马群综合换乘中心的重要组成部分，位于南京市栖霞区马群南路东侧，占地面积约5.1万平方米，建筑面积约7.66万平方米。作为城东片区的重要交通枢纽，马群公交停保场集公交车停放、维修保养、调度管理等功能于一体，同时与地铁、有轨电车、城际班线等多种交通方式实现无缝衔接，是南京宁镇扬一体化战略的重要节点。

## 功能与设施

### 公交车停放与维修
马群公交停保场设有435个公交车停车位，其中包括46个地面LNG公交停车位和120个地下充电桩公交停车位。此外，还配备了修车库、加油加气站等设施，可满足700辆公交车的维修保养需求。

### 智能化设施
停保场引入了新能源车充电桩、智能停车系统等现代化设施，未来还可能引入“停车机器人”等智能化设备，进一步提升运营效率。

### 换乘功能
马群公交停保场与马群综合换乘中心紧密连接，市民可通过风雨连廊实现与地铁2号线、S6号线、麒麟有轨电车等交通工具的快速换乘，日均换乘量可达24万人次。

## 建设背景与意义
马群公交停保场的建设是南京市政府为缓解城东片区交通压力、推动绿色出行的重要举措。其建成不仅优化了公交车辆的调度与管理，还通过P+R（停车+换乘）模式，鼓励市民减少私家车使用，选择公共交通出行，从而缓解城区交通拥堵和停车难问题>。

## 未来发展
随着南京宁镇扬一体化进程的推进，马群公交停保场将进一步发挥其交通枢纽作用，成为连接南京主城区与周边城市的重要节点。未来，该停保场还可能引入更多商业配套服务，打造集交通、商业、文化于一体的综合性交通枢纽。